# ジョセフ・デキャンプ
ジョセフ・デキャンプ（Joseph Rodefer DeCamp、1858年11月5日 - 1923年2月11日）はアメリカ合衆国の画家である。

## 略歴
オハイオ州のシンシナティに生まれた。オハイオの美術教師、フランク・ドゥフェネク(1848-1919)の弟子の一人となり、1878年に、ミュンヘンに旅していた、ドゥフェネクや先輩のジョン・ヘンリー・トワックトマン(1853–1902) の後をおって、ドイツに渡り、ミュンヘン美術院で学んだ。ドゥフェネクが、トワックトマンやジョン・ホワイト・アレクサンダーとイタリアに旅したのにも同行した。
1883年にアメリカに帰国し、ボストンで活動した。エドモンド・チャールズ・ターベル(1862-1938)やフランク・ウェストン・ベンソン(1862-1951)を代表的な画家とする20世紀の初頭にボストンで活動した画家たち「ボストン派」(Boston School)の一人とされることもある。おもに人物画を描き、最初、ジェームズ・マクニール・ホイッスラー(1834-1903)に影響を受けたスタイルであったが、徐々に印象派のスタイルに変わっていった。1897年にトワックトマンやベンソンとともに新しい美術家集団「テン・アメリカン・ペインターズ」のメンバーとなった。1895年に没したトーマス・ホーヴェンデン(Thomas Hovenden)の後任としてフィラデルフィアのペンシルベニア美術アカデミーの教師を務めたが健康を害して1年ほどで止めた。1902年にナショナル・アカデミー・オブ・デザインの準会員に選ばれた。1903年から1923年までマサチューセッツ美術師範学校(Massachusetts Normal Art School、現在のマサチューセッツ芸術大学）の教員として働いた。
1904年の火事でデキャンプのスタジオは被災し数百点の絵画、特に印象派的な風景画の作品は失われた。その後再び人物画が主な題材となった。デキャンプの作品はボストン美術館などに収蔵されている。

## 作品
- 「髪を乾かす女」(c.1890)
- ハンモック(1895)
- June Sunlight (1902)
- Blue Cup(1909)
- チェリスト(1908)
- Window Blind(1921)
- ベニスの通り(1881)
- Gloucester(1900)